# پاملا ویلورسی
پاملا ویلورسی (انگلیسی: Pamela Villoresi؛ زادهٔ ۱ ژانویهٔ ۱۹۵۷) بازیگر اهل ایتالیا است.
از فیلم‌ها یا برنامه‌های تلویزیونی که وی در آن نقش داشته است می‌توان به لیگابوئه، سوداگر، اسپلندور، خورشید در شب، من ناپلئون را کشتم، مارکو ویسکونتی، یک زندگی خشن و زیبایی بزرگ اشاره کرد.